# Canedo (Ourense)
San Miguel de Canedo és una parròquia del municipi d'Ourense, a Galícia. Està situada a 4 km a l'oest de la ciutat d'Ourense.

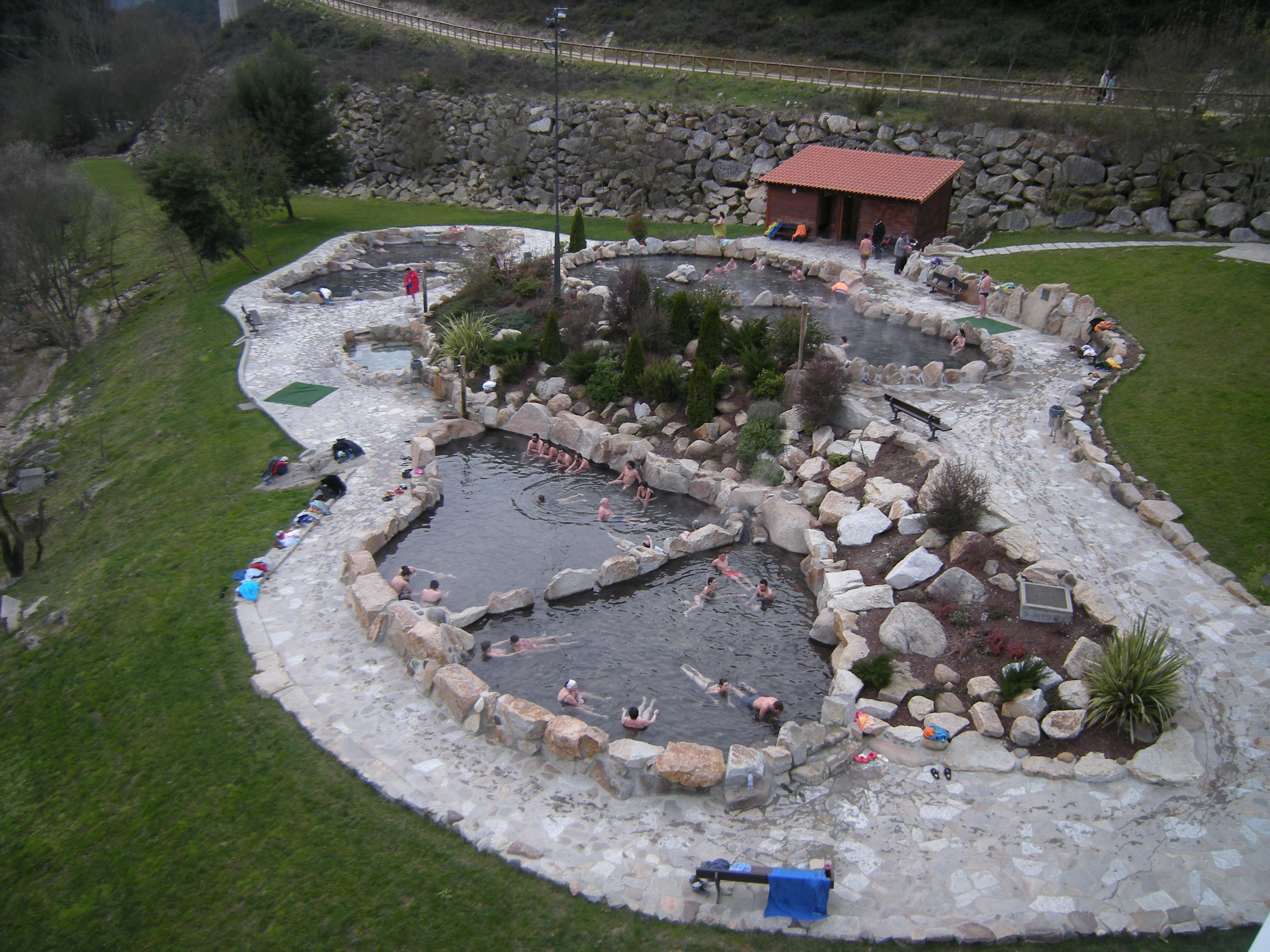
Termes d'Outariz

Entre 1836 i 1943 va formar part de l'antic municipi de Canedo que incloïa, a més de la parròquia de Canedo, les d'Arrabaldo, Beiro, Cudeiro, O Castro de Beiro, Palmés, Santiago das Caldas, Untes i Vilar de Astrés. La seva capital era la localitat de Ponte Canedo, a la parròquia de Santiago das Caldas.
Tenia el 2014 una població de 502 habitants agrupats en 12 entitats de població: Cachaxúas, A Capela, Casagrande, Eirasvedras, A Eirexa, Fontelo, Outariz, Porto, Quintela, Requeixo, Seoane, Tarascón i Vilanova.
Entre els seus llocs d'interès destaquen l'església de San Miguel, reconstruïda després de la guerra civil, i les termes d'Outariz, As Burgas de Arriba, As Burgas de Abaixo i A Burga do Muíño.